# La vida que te di

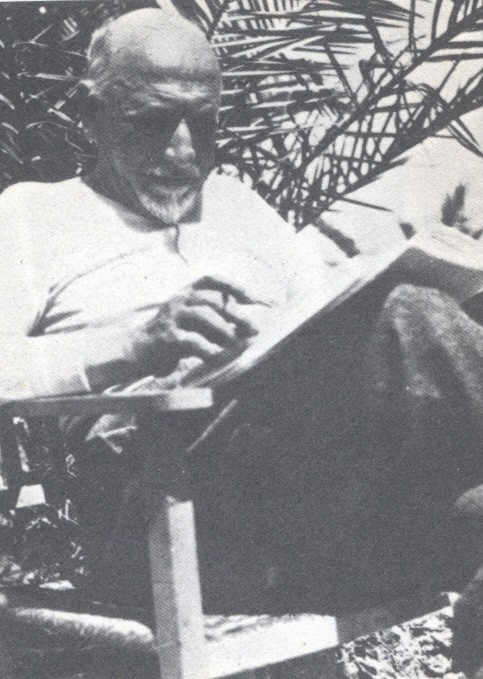
Dramaturgo italiano Luigi Pirandello.

La vida que te di (La vita che ti diedi, en su título original) es una obra de teatro del dramaturgo italiano Luigi Pirandello: fue estrenada el 12 de octubre de 1923.

## Argumento
La obra se centra en el tema del amor materno, simbolizado en la figura de doña Anna Luna, cuyo hijo partió hace siete años. Anna lo mantiene vivo en su recuerdo y en su amor incondicional. Cuando el hijo regresa, la mujer no lo reconoce en la imagen que del ausente construyó en su mente y que llegó a ser más real que la propia realidad. Lo considera un auténtico extraño. Poco después este hijo muere, aunque Anna no reconoce en esa muerte la muerte de su hijo. Trata de transmitir su convicción a Lucia Maubel, la amante embarazada del joven, que sin embargo, al final será consciente de la verdad.

## Personajes
- Donn'Anna Luna
- Lucia Maubel
- Francesca Noretti, su madre
- Donna Fiorina Segni, hermana de Donn'Anna
- Don Giorgio Mei, párroco
- Lidia e Flavio, hijos de Donna Fiorina
- Elisabetta, vieja nodriza
- Giovanni, viejo jardinero
- Dos niños
- Mujeres del condado

## Representaciones destacadas
- Teatro Quirino, Roma, 12 de octubre de 1923. Estreno.[3]
  - Intérpretes: Compañía de Alda Borelli (Donna Anna).

- Zaragoza, 1924.[4]
  - Intérpretes: Margarita Xirgu.

- Teatro Alcázar, Madrid, 1942.[5]
  - Intérpretes: Lola Membrives, Mariano Asquerino.

- Teatro Marconi, Buenos Aires, 1947.[6]
  - Intérpretes: Compañía de Emma Gramatica. Franca Dominichi, Conrado Annicelli, Yole Fierro, Loris Gizzi, Nino Pavese.

- Televisión, Estudio 1, TVE, España, 31 de enero de 1977.
  - Adaptación: José Antonio Páramo.
  - Intérpretes: Cándida Losada (Doña Ana), Maite Blasco, José Orjas, Luisa Sala, Mercedes Borque, Pedro del Río.

- Teatro Albéniz, Madrid, 1998.[7]
  - Dirección: Miguel Narros.
  - Producción y Escenografía: Andrea D'Odorico.
  - Intérpretes: Margarita Lozano (Doña Ana), Claudia Gravy, Fabio León, María Alfonsa Rosso, Margarita Mas, Paco Torres, Saturna Barrio, Cristóbal Suárez, María Andújar.